# Nadejda Chevtchenko
Pour les articles homonymes, voir Chevtchenko.
Nadejda Chevtchenko (russe : Надежда Шевченко) est une gymnaste trampoliniste russe née en 1981.

## Carrière
Nadejda Chevtchenko, associée à Natalia Tchernova, est sacrée championne de Russie de trampoline synchronisé en 2001 et en 2003. Le duo termine septième des Championnats d'Europe de trampoline 2002.
Après une longue pause due à sa grossesse, elle reprend la compétition pour les Championnats de Russie de 2006, où elle termine sixième de l'épreuve de trampoline individuel. Elle ne parvient pas à passer le cap des qualifications l'année suivante.